# Monte Amiata
Monte Amiata je največja vulkanska kupola v kompleksu Amiata, ki se nahaja približno 20 km severozahodno od Bolsenskega jezera v južni Italiji v Toskani. Nahaja se v pokrajinah Grosseto in Siena.

## Geologija
Monte Amiata (La Vetta) je sestavljena vulkanska kupola s trahitnim tokom lave, ki se razteza proti vzhodu. Je del večjega vulkanskega kompleksa Amiata. Masivni viskozni tok trahidacitne lave, dolg 5 km in širok 4 km, je del bazalnega kompleksa in se razprostira pod južnim dnom kupole Corno de Bellaria. Radiometrična datacija kaže, da je imel kompleks Amiata veliko eruptivno epizodo pred približno 300.000 leti. V času holocena na Amiati ni prišlo do izbruha, vendar se toplotna aktivnost, vključno z mineralizacijo cinabarita, nadaljuje na geotermalnem polju blizu mesta Bagnore, na JZ koncu kupolastega kompleksa.

## Gospodarstvo
Glavni ekonomski viri regije Amiata so pravi kostanj, les in vedno bolj turizem (smučišča vključujejo vršno območje, Prato delle Macinaie, Prato della Contessa, Rifugio Cantore in Pian della Marsiliana). Za spodnja območja so značilna oljčna drevesa in trta. Med drugo vegetacijo spadata bukev in jelka. Od 1870-ih do približno leta 1980 so tu pridobivali cinabarit.
Regijo sestavljajo občine Abbadia San Salvatore, Arcidosso, Castel del Piano, Piancastagnaio, Santa Fiora in Seggiano, ki se nahajajo med 600 in 800 metri nadmorske višine.